# KIT Scientific Publishing
Der Verlag KIT Scientific Publishing wurde 2004 unter dem Namen Universitätsverlag Karlsruhe gegründet. Die Umbenennung in KIT Scientific Publishing erfolgte 2009 im Rahmen des Zusammenschlusses von Universität Karlsruhe (TH) und Forschungszentrum Karlsruhe zum Karlsruher Institut für Technologie (KIT).
Nach eigenen Angaben waren strategische Ziele für die Gründung u. a. „[die] Beförderung von Open Access mit dem Ziel, die Kosten für Erwerb und Verbreitung von wissenschaftlichen Publikationen langfristig zu senken, Angebot eines zeitgemäßen Vertriebskanals für Publikationen aus Karlsruhe, Erhöhung der Präsenz von Karlsruher Forschungsergebnissen [...].“ Organisatorisch und räumlich ist der Verlag Bestandteil der KIT-Bibliothek.
Nach eigenen Angaben werden alle Verlagspublikationen Open Access mit einer Creative-Commons-Lizenz veröffentlicht, d. h. ihre elektronische Fassung ist kostenlos über das Internet verfügbar. Zusätzlich können gedruckte Exemplare kostenpflichtig über den Buchhandel bestellt werden. Im Schnitt produziert der Verlag mehr als 200 Publikationen (Fachbücher, Schriftenreihen, Scientific Reports) im Jahr. Lt. Verlagsshop („Erweiterte Suche“) wurden seit 2004 mehr als 2000 Titel veröffentlicht.
KIT Scientific Publishing ist Mitglied der Arbeitsgemeinschaft der Universitätsverlage sowie der Association of European University Presses (AEUP).